# Striatura meridionalis
Striatura meridionalis är en snäckart som först beskrevs av Henry Augustus Pilsbry och James Henry Ferriss 1906.  Striatura meridionalis ingår i släktet Striatura och familjen Zonitidae. Inga underarter finns listade i Catalogue of Life.